# Cigarrillo

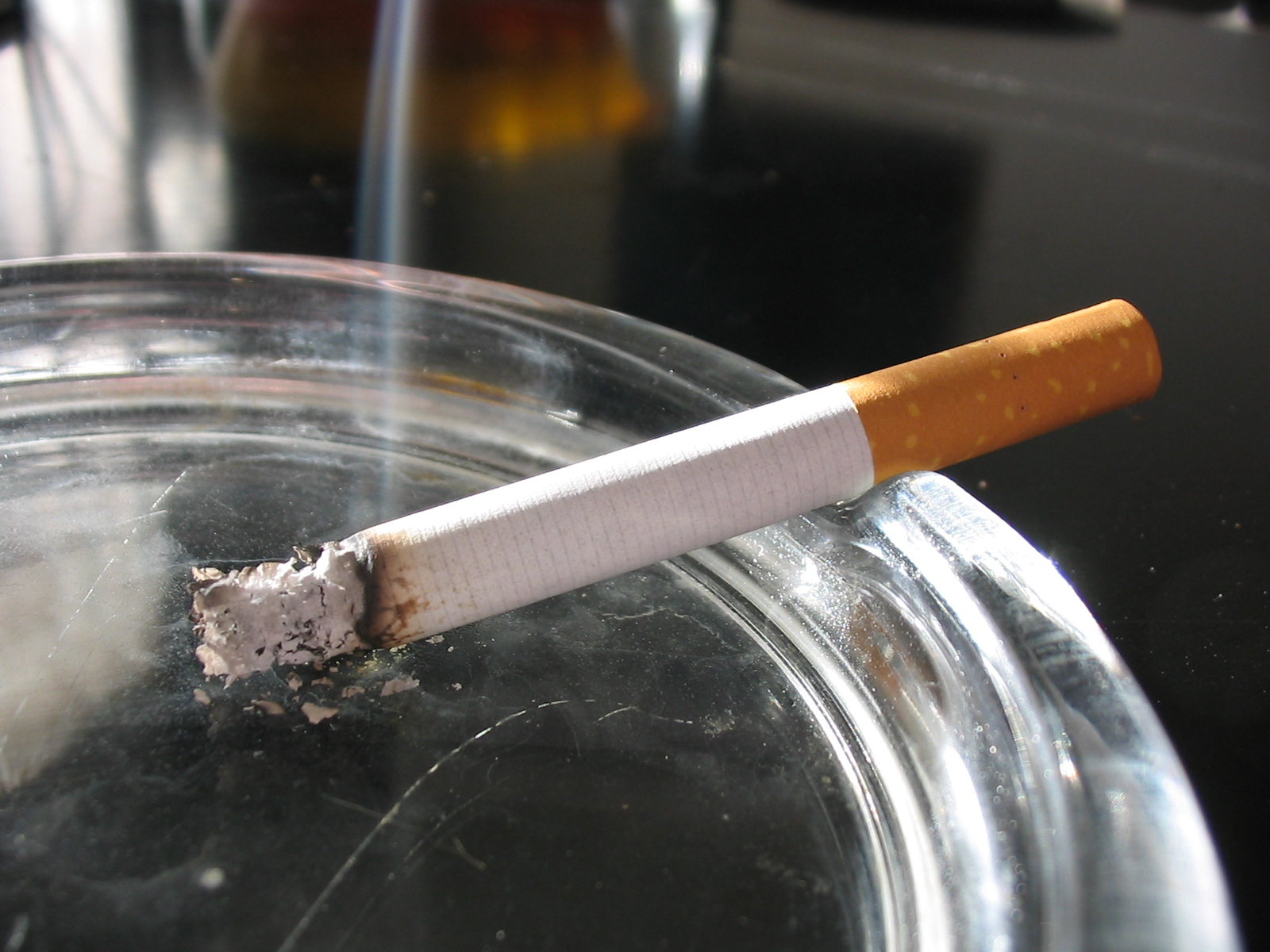
Un cigarrillo encendido en un cenicero de cristal

El cigarrillo (también llamado cigarro, pito o faso, y en España piti o pitillo) es uno de los formatos más populares para el consumo de tabaco. Un cigarrillo es una planta seca normalmente de tabaco picado envuelto por una hoja delgada de papel en forma de cilindro. Comúnmente presenta integrado un filtro con la intención de reducir los daños a la salud, pese a que se ha demostrado que este casi no reduce la nocividad del humo del cigarrillo.
Fue definido ya por Bartolomé de las Casas en su Historia de las Indias como «ciertas hojas secas envueltas en otras hojas, también secas, parecidas a los petardos… Se encienden por un extremo y se chupan por el otro… para introducir en los pulmones ese humo con el que adormecen el cuerpo y así se embriagan». 
Fue condenado por Jacobo I de Inglaterra por ser «repulsivo para el olfato, desagradable para la vista, peligroso para el cerebro y nocivo para los pulmones».
El hábito de fumar el tabaco se considera un uso legal de la droga conocida como nicotina, con fines recreativos. Aproximadamente, el 80 por ciento de los fumadores viven en países de ingresos bajos o medios. También se ha considerado una afición masculina a lo largo de la historia. Existe evidencia científica que confirma que los hombres con altos niveles de testosterona son más propensos a fumar tabaco.
El consumo de tabaco es una de las principales causas de muerte, enfermedad y empobrecimiento en el mundo, tanto por el consumo voluntario o por respirar el humo de forma pasiva.

## Etimología
Se cuenta que un mendigo de Sevilla en el siglo XVI a modo de los indígenas se le ocurrió envolver el tabaco picado envuelto de papel de arroz de las colillas de los puros que tiraban, llamándose así «papelinas».
El término «cigarrillo» se usó por primera vez en algún momento indeterminado del siglo XVIII: los mendigos en Sevilla recogían del suelo las colillas que tiraban los «señoritos», y enrollaban el tabaco remanente en papel para fumarlo. La primera muestra de este hábito puede constatarse en tres pinturas de la época de Francisco de Goya: La cometa, La merienda en el Manzanares y Juego de la pelota a pala.

## Historia

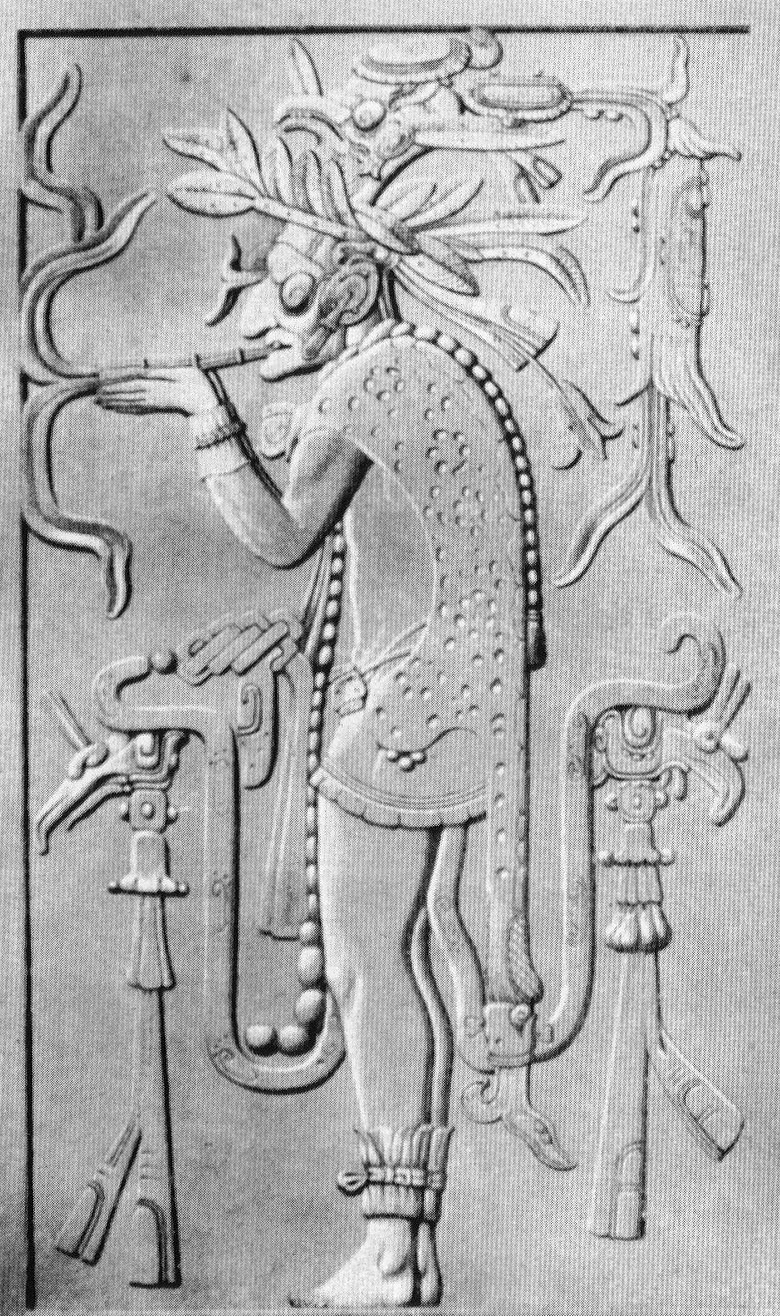
Reproducción de una talla del templo de Palenque, México, que figura a un sacerdote maya fumando en pipa.

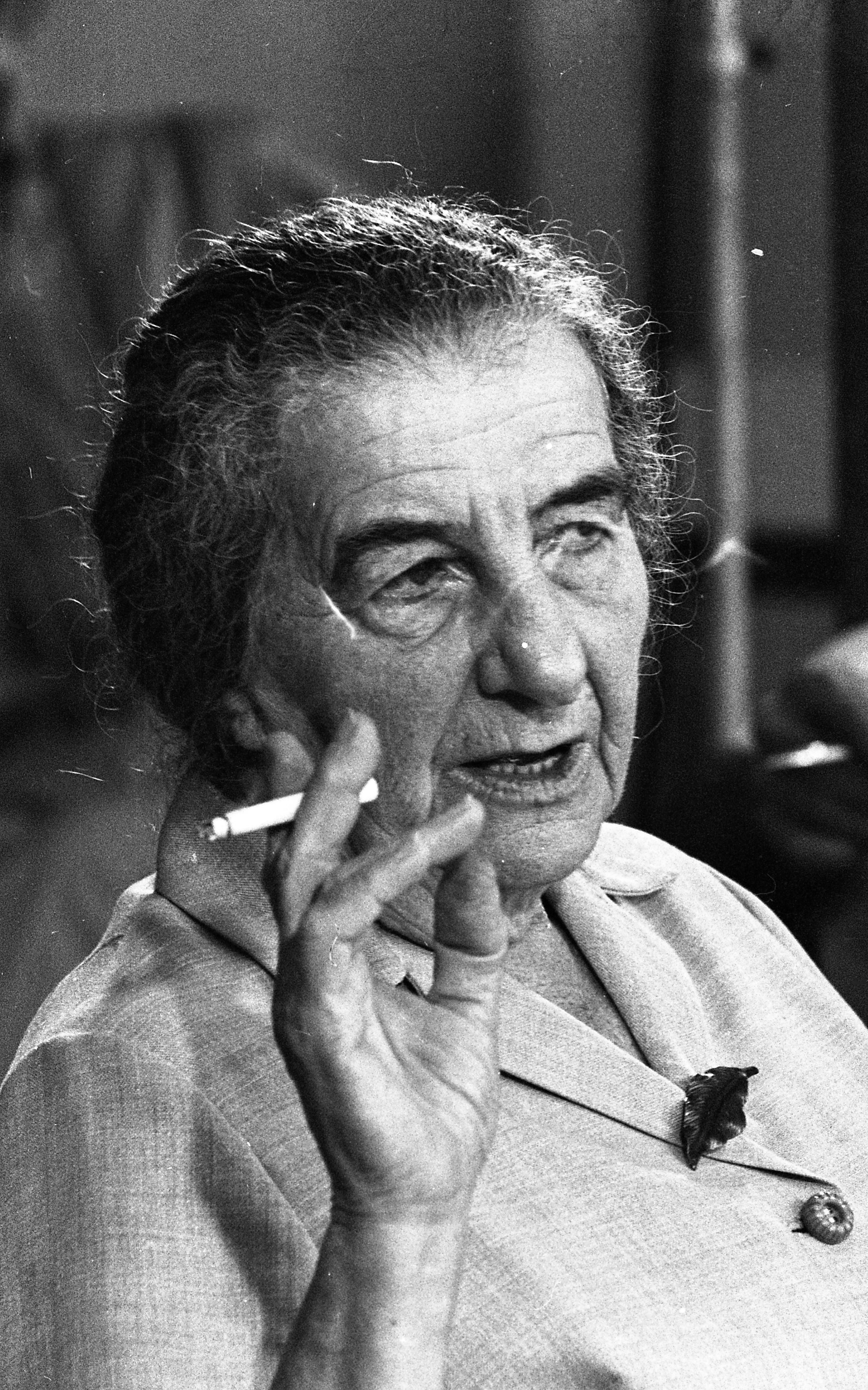
Primera ministra de Israel, Golda Meir fumando en 1969.

Se cree que la planta de tabaco, la Nicotiana tabacum, es originaria de la zona del altiplano andino y que llegó al Caribe unos 2000 o 3000 años antes de Cristo. Cuando Colón llegó a América, la planta ya se había extendido por todo el continente y casi todas las tribus y naciones de América habían tenido contacto con el tabaco y tenían con él una relación más o menos intensa.
El 28 de octubre de 1492 fue una fecha clave en la historia del tabaco. Ese día, Colón y sus naves llegaron a la bahía de Bariay, cacicazgo de Maniabón, en la costa noreste de la isla de Cuba, al norte de la actual provincia de Holguín. «...Es aquella isla la más hermosa que ojos hayan visto...», escribiría luego Colón en su diario, impresionado por el esplendor y la variedad de colores que le ofrecía la tierra que acababa de descubrir.
Unos días más tarde Colón, como era su costumbre, mandó a dos de sus hombres, Luis de Torre y Rodrigo de Xerez, a explorar la zona circundante y, si era posible, contactar con los emisarios del Gran Kan. Colón aún creía que había llegado a las Indias (Cipango y Catay, entre otras), y su principal objetivo era reunirse con dichos emisarios para llevar a cabo la misión que le habían encomendado los Reyes Católicos: firmar un tratado comercial.
Entre los días 2  y 5 de noviembre, los dos exploradores recorren la zona próxima al lugar de desembarco y se encuentran con los habitantes de la isla, los indios taínos. Una de las cosas que más les llama la atención es ver a hombres y mujeres aspirando el humo de unos tubos de hojas secas.
De regreso a Playa Blanca, en la bahía, relatan a Colón lo que han visto y este hace la siguiente anotación en su diario el 6 de noviembre de 1492:

...Iban siempre los hombres con un tizón en las manos (cuaba) y ciertas hierbas para tomar sus sahumerios, que son unas hierbas secas (cojiba) metidas en una cierta hoja seca también a manera de mosquete..., y encendido por una parte del por la otra chupan o sorben, y reciben con el resuello para adentro aquel humo, con el cual se adormecen las carnes y cuasi emborracha, y así diz que no sienten el cansancio. Estos mosquetes... llaman ellos tabacos.

Hay que destacar las palabras cuaba, cojiba y tabaco que utiliza Colón en su diario. Se cree que cojiba (también cohiba, cohoba o cojoba) es la palabra taína que designaba al mosquete o rollo de hojas secas que fumaban, el primer nombre del cigarro. Cuaba hace referencia a un arbusto del Caribe que aún hoy se utiliza en el campo para transportar fuego de un lugar a otro y para encender hogueras, debido a su extremada combustibilidad. Y tabaco era el nombre del tubo en forma de «Y» con el que los indios aspiraban tabaco en polvo, aunque hoy es la palabra que se usa en Cuba y República Dominicana para decir «cigarro».
Los primeros cultivos de tabaco se realizaron, por los españoles, en 1530 en territorio de la isla de Santo Domingo. Hacia 1560 el tabaco era ya conocido en España y Portugal, y a través de este último país, llegó a Francia cuando el embajador galo en Lisboa, Jean Nicot, a su regreso a París, llevó consigo hojas de tabaco para obsequiárselas a la reina Catalina de Médici, por lo que se la llamó “hierba de la reina”, “Nicotiana” o “hierba del embajador”.
En 1585, tras la fundación de Virginia, Walter Raleigh adoptó el uso de la pipa propio de las tribus indias de la región, fundó en América del Norte la colonia de Virginia y adquirió de los indígenas la costumbre de fumar en pipa, difundiendo su uso. Los médicos de la época «consideraban esta costumbre tan repugnante como dañina, tanto para la salud como el cerebro y peligrosa para los pulmones».

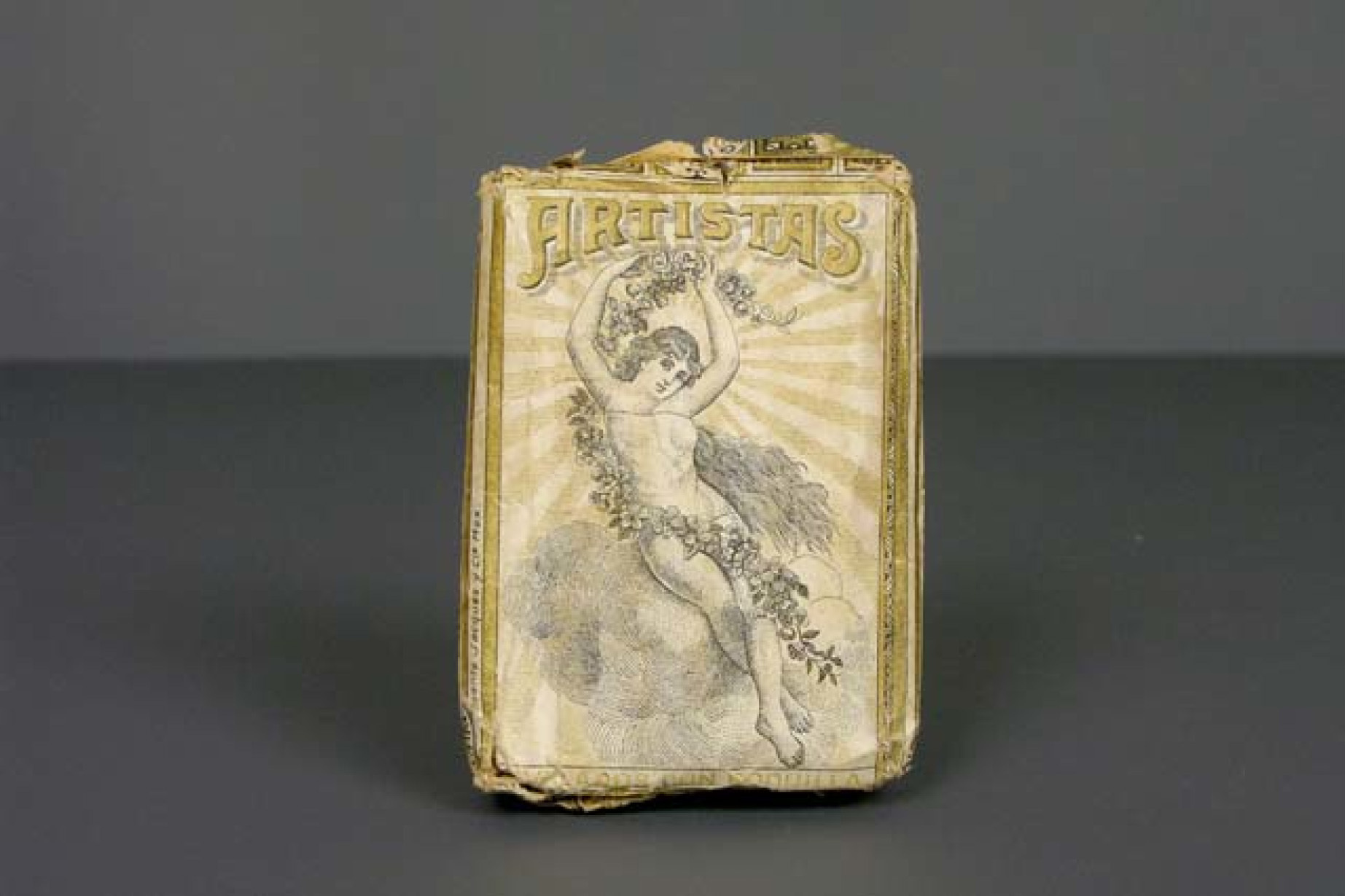
Paquete de Artistas de la colección del Museo del Objeto del Objeto.

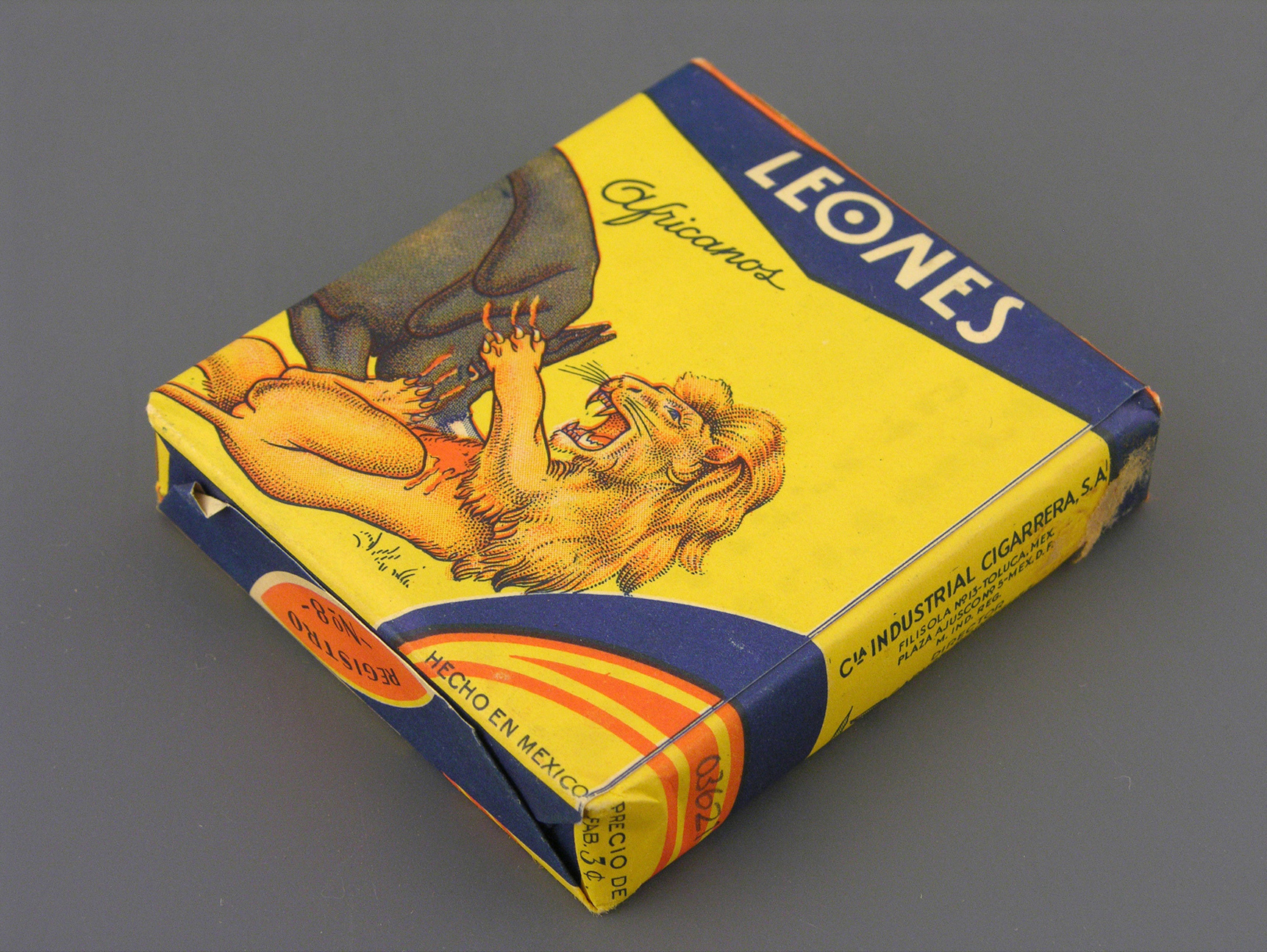
Leones africanos (mediados del), de la colección permanente del Museo del Objeto del Objeto.

Más recientemente, los primeros cigarrillos de papel manufacturados y empaquetados empiezan a llegar a España en torno a 1825; en 1833 aparecen las primeras cajetillas y es cuando se le denomina «cigarrillo» o «cigarrito», que proviene de la palabra «cigarro», llamado así por su similitud con una cigarra. Introducido por mercaderes procedentes de Brasil, prosiguió su expansión por Portugal y más tarde por toda Europa.
La Guerra de Crimea sirvió para popularizar los cigarrillos entre las tropas francesas, imitando a los turcos que fumaban en pipa. En 1830 en España se extiende el consumo de cigarrillos, especialmente entre las mujeres, y el «papel español para cigarritos» es conocido y apreciado en toda Europa, aromatizado con licor y estampado con vivos colores. Aunque el auténtico despegue se produce con la máquina de vapor estadounidense Bonsack, que es capaz de liar millones de cigarrillos, invento de James Albert Bonsack cuya patente compró James Buchanan Duke en 1885. En los frentes de guerra se popularizó durante la Guerra franco-prusiana de 1870. La marca francesa Gauloises aparecerá poco antes de la Primera Guerra Mundial y Gitanes en 1927.
Los cigarros han sido, desde entonces, de gran valor en las guerras y en las situaciones de crisis económicas. Durante la Segunda Guerra Mundial se llegaron a pagar 400 francos por un cigarrillo y, más recientemente, durante los días siguientes a las revueltas en Rumanía que derrocaron al régimen comunista, el cigarro se convirtió en moneda de cambio habitual.

## Actualidad

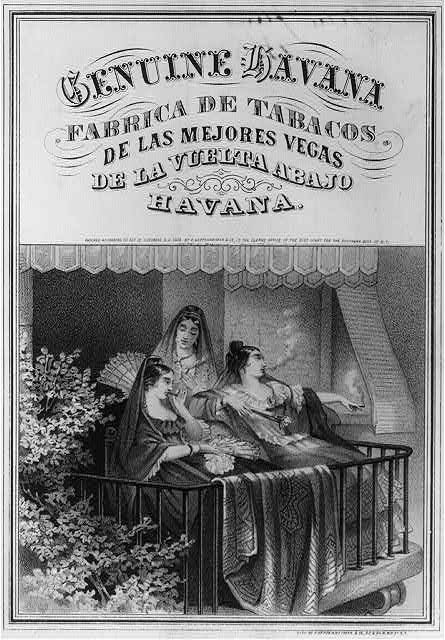
Anuncio publicitario de Genuine Havana.

Las principales empresas que comercializan las grandes marcas de cigarrillos , entre otras, Altadis, British American Tobacco, American Tobacco Company y Philip Morris, con los cigarrillos Fortuna, Delicados (en México) y Marlboro respectivamente. Otras marcas populares de cigarrillos son Camel, Winston, Belmont y Lucky Strike. Entre las marcas cubanas de mayor prestigio están Montecristo, Cohiba, Romeo y Julieta y Popular.

## Contenido del cigarrillo
La normativa del tabaco hasta ahora sólo contempla los límites de nicotina, alquitrán y monóxido de carbono. Sin embargo, según diversas investigaciones, se han descubierto alrededor de 4.000 sustancias químicas, de las cuales alrededor de 70 de ellas pueden ser cancerígenas para el ser humano.
A continuación, se nombran algunas de las sustancias del tabaco:
- Nicotina: se considera la sustancia química que provoca la adicción a los cigarrillos. Algunas estadísticas reflejan que la nicotina es tan adictiva como la cocaína.
- Arsénico: es un elemento químico extremadamente tóxico, normalmente es utilizado como compuesto del veneno para ratas.
- Alquitrán: es una de las causas del cáncer ya que al inhalar el cigarrillo este se deposita en los pulmones.[10]
- Amoníaco: es un gas tóxico incoloro con un olor repugnante muy característico, más comúnmente conocido como componente de los productos de limpieza.[11]
- Butano: se utiliza, entre otras cosas, como combustible doméstico, para dar calor para cocinar o para las estufas.
- Metano: combustible para cohetes espaciales.
- Cadmio: presente en baterías.[12]
- Monóxido de carbono: el monóxido de carbono, que también podemos encontrar en el humo de escape de los coches, es el más  perjudicial para las mujeres embarazadas ya que limita el oxígeno del cuerpo.[13]

- Hidrazina : Compuesto químico presente en combustible para aviones.
- Polonio-210 : Elemento Radioactivo
- Acetaldehido: metabolito del alcohol etílico al oxidarse dentro del organismo y es el responsable de la embriaguez y la resaca.
- Formaldehído: compuesto alltamente tóxico y de un olor muy fuerte y penetrante usado en la preservación de los cadáveres para velarlos antes de su sepelio.
- Plomo: metal pesado cuyas sales son tóxicas.
- Níquel

## Efectos sobre la salud
El tabaco puede provocar enfermedades del aparato respiratorio. Las patologías más frecuentes asociadas al tabaquismo son la bronquitis y el enfisema. Se trata de dos fenómenos esencialmente de tipo inflamatorio y destructivo, pero que pueden complicarse con lesiones obstructivas, de fibrosis alveolar e incluso de neumotórax. La nicotina tiene también un efecto directo sobre el sistema vascular, pudiendo producir gangrena como complicación de la enfermedad de Buerger. 
Por otra parte, se considera que el hábito del tabaquismo puede influir negativamente en la potencia sexual e infertilidad masculina.
El uso simultáneo del alcohol aumenta la carcinogenicidad del tabaco respecto al cáncer de cabeza y cuello. El tabaco es el responsable del diagnóstico de casi la totalidad de casos de enfermedad pulmonar obstructiva crónica (EPOC), de enfisema y de cáncer de pulmón. 

### Tabaquismo
El tabaquismo es la adicción al consumo de tabaco. El tabaquismo es uno de los efectos del tabaco en la salud. El consumo habitual de tabaco produce diferentes enfermedades, como cáncer, enfermedades cardiovasculares y enfermedades respiratorias, es particularmente perjudicial durante el embarazo. El tabaquismo contribuye a un deterioro general de la salud y puede causar discapacidades.
La Organización Mundial de la Salud define al tabaquismo como una epidemia. Según datos de la OMS, el tabaco es la primera causa de invalidez y muerte prematura, y la primera causa de muerte evitable a nivel mundial. Más de 8 millones de personas fallecen cada año como consecuencia del tabaco, de las cuales 1,2 millones fallecen como resultado de la exposición al humo de segunda mano (fumadores pasivos).
Diversos estudios revelan que pocas personas comprenden los riesgos específicos para la salud que entraña el consumo de tabaco. Aquellos fumadores que entienden los riesgos del tabaco para la salud tienen más probabilidades de intentar dejar de fumar. El conocimiento sobre los hábitos de fumar disminuye las probabilidades de que las personas inicien en el hábito de fumar.
Las políticas públicas de salud que buscan disminuir la prevalencia del consumo del tabaco incluyen medidas como el control del tabaco, incluyendo prohibiciones de fumar en espacios públicos y el empaquetado neutro, junto con el desarrollo de programas profesionales de cesación tabáquica.

### Enfermedades derivadas de su consumo
El cigarrillo afecta de forma negativa a la salud. Su uso por mujeres embarazadas ha mostrado relación con aumento en la mortalidad y defectos en el recién nacido.  Además, contiene sustancias tóxicas como el monóxido de carbono, arsénico, amoníaco o alquitrán y se ha demostrado su relación causal en diversos tipos de cáncer, se considera un factor de riesgo cardiovascular y causa de enfermedades respiratorias como la EPOC (Enfermedad Pulmonar Obstructiva Crónica). Asimismo, afecta a los órganos reproductores, produciendo disfunción eréctil en fumadores activos y pasivos. El consumo de cigarro se considera causante de la mayor tasa de muertes evitables en el mundo.
Entre las más comunes se encuentran:
- asma
- cáncer de pulmón
- cáncer bucal
- cáncer de laringe
- cáncer de lengua
- cáncer de estómago
- diabetes tipo 2
- enfisema pulmonar
- gastritis
- hipertensión arterial
- osteoporosis
- periodontitis
- úlcera péptica

## Medidas de salud pública
El 17 de diciembre de 2004, Bután se convirtió en el primer país del mundo en prohibir la venta y consumo público de cigarrillos. Sus habitantes pueden importarlos para uso personal, y después de pagar un impuesto del 100 % los pueden fumar en privado.

## Impacto medioambiental

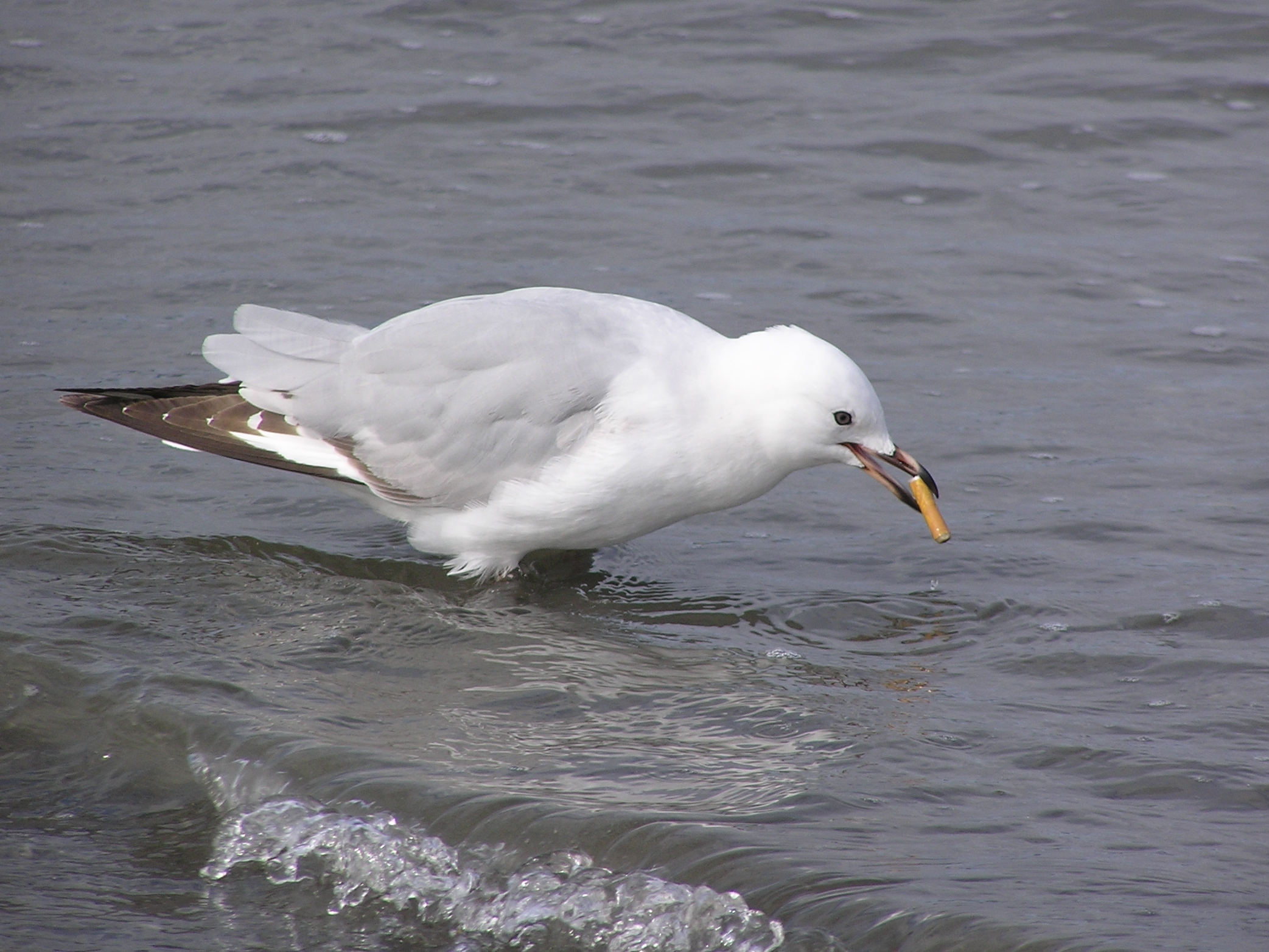
Gaviota de pico rojo inmadura probando una colilla de cigarrillo como alimento

Los filtros de los cigarrillos están formados por miles de cadenas de polímero de acetato de celulosa con la intención de evitar que los elementos tóxicos lleguen a los pulmones del fumador, como el cobalto, aluminio, arsénico, níquel, alquitrán, plomo y estroncio, que son algunas de las más de 100 sustancias nocivas que se producen al combustionar el tabaco. Aun así, los cigarrillos siguen siendo una de las principales causas del cáncer de pulmón. Es decir, ni siquiera la barrera física inventada para “atrapar” estas sustancias puede evitar el daño que causan.
Una vez desechados en el medio ambiente, los filtros crean un gran problema de residuos: son la forma más común de basura en el mundo, ya que cada año se fuman aproximadamente 5,6 billones de cigarrillos en todo el mundo. De ellos, se calcula que 4,5 billones de filtros de cigarrillos se convierten en basura cada año.

## Reglas sociales
En aquellos lugares en que es permitido fumar, se han desarrollado curiosas reglas no escritas de urbanidad que es conveniente tener en cuenta:
- En espacios abiertos, pueden tirarse las cenizas al suelo, no así las colillas: siempre ha de buscarse un cenicero o bien un cubo de basura.
- No está permitido fumar en las iglesias, ni en otros lugares de culto.
- No está permitido fumar en escuelas, institutos o cualquier otro centro educativo.
- No fumar en lugares con riesgo de incendio como estaciones de servicio o lugares donde se almacenen materiales inflamables.
- En centros de salud (clínicas, hospitales, etc.) está terminantemente prohibido fumar.
- En Argentina, Uruguay, Ecuador, El Salvador, España, Colombia, Chile, Venezuela, Panamá, Perú, México, Honduras, Costa Rica, Puerto Rico, República Dominicana y los Estados Unidos está prohibido fumar en lugares cerrados y públicos.

## Venta autorizada
En muchos países del mundo, la venta de cigarrillos está únicamente autorizada a personas mayores de 18 años. Sin embargo en algunos países no se le prohíbe fumar a personas menores de edad, no así su venta sí está restringida a menores de 18.
En el caso de Estados Unidos, la edad legal para fumar cigarrillos es de 18 años, sin embargo en algunos estados como Alaska, Alabama, Nueva Jersey y Utah la edad legal para consumir cigarrillos es de 19 años, y en Nueva York la edad legal es a los 21 años; siendo esta la primera ciudad de todo el país en colocar tan alto el límite.

## Venta no autorizada

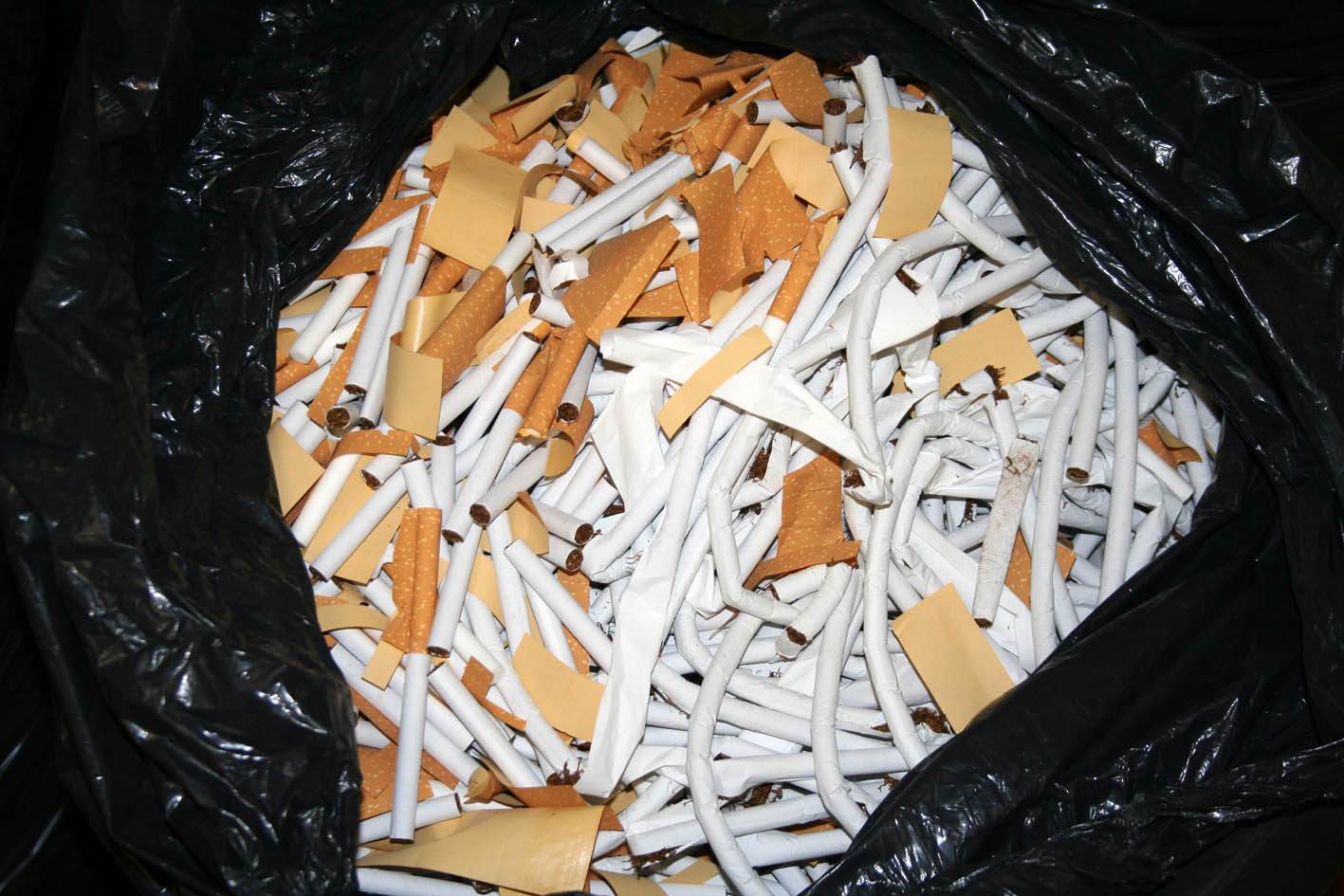
Decomiso de cigarrillos tomados luego del encarcelamiento de un grupo que manejaba una fábrica ilegal de cigarrillos, con una producción estimada de 625 millones de cigarrillos (noviembre 2012).

El comercio ilícito de cigarros, según la Organización Mundial de la Salud (OMS), es causante de problemas sanitarios, económicos y seguridad. Uno de cada 10 cigarros y demás productos de tabaco que se consumen son de origen ilícito. Se estima que alrededor de 12% del total de cigarros consumidos en el mundo tienen naturaleza ilegal. 
Los cigarros se encuentran entre los bienes más traficados ilegalmente. El mercado se divide en distintos agentes desde ambulantes, hasta redes de delincuencia. Las políticas de control de tabaco actualmente no incluyen la compra de productos con menores impuestos e ilegales así como el tráfico, la fabricación y su falsificación.
Según la OMS, los datos recabados demuestran que los principales factores son asuntos públicos, los niveles de corrupción, aduanas y otros más.
En Bután, el consumo y comercialización de cigarrillos se encuentran completamente proscritos.

## Cigarro electrónico
El cigarro (del inglés e-cigarette), cigarro electrónico o vaporizador es un dispositivo de origen chino con forma de cigarrillo de las alternativas para combatir el tabaquismo, aunque no tiene una eficacia demostrada. Es una innovación que se está extendiendo por el mundo ya que con él se puede ir bajando poco a poco la adicción al tabaco. El cigarrillo consta de tres partes principales:
Los cartuchos recargables (filtros) los cuales pueden llevar desde sabores como fresa, chocolate, limón, o menta; hasta sabor a tabaco y nicotina en diferentes proporciones para ir reduciendo el síndrome de abstinencia. Los cartuchos son desechables, y duran aproximadamente lo mismo que 5 cigarrillos dependiendo el modelo de cigarro electrónico.
El atomizador, que es la parte que conecta el cartucho con la batería, es una resistencia que se calienta y es la que emite el vapor.
Cada vez más en el mundo del vapeo se utilizan sistemas reemplazables más duraderos y económicos como los claromizadores, que se ofrecen en dos principales variantes, el claricono (menor capacidad de e-líquido, pero más estilizado) y la tanqueta-claro (mayor capacidad de e-líquido y mayor tamaño).
La otra parte es la que contiene la batería recargable. También tiene un indicador luminoso que se enciende cada vez que se le da una calada simulando como se ilumina un cigarrillo real, o se pueden usar cigarros electrónicos que utilizan baterías de Li-ion de alto rendimiento en los que no se enciende ninguna luz, y ofrecen mayor autonomía.
El cigarrillo emite vapor, a una temperatura de entre 40 °C y 60 °C, lo que simula muy bien el humo real. De momento se vende como una solución para fumar, o para no perjudicar la salud, pero la OMS (Organización Mundial de la Salud) aún no ha hecho ningún certificado en el cual se demuestre que no tenga ningún efecto secundario, ni sea dañino para la salud.
Como ejemplo de su avance social, en la película "El Turista" protagonizada por Johnny Depp este explica brevemente qué es un cigarrillo electrónico.